# Karl-Heinz Ostholthoff
Karl-Heinz Ostholthoff (* 23. Februar 1935 in Lathen; † 19. März 2025 in Siegen-Weidenau) war ein deutscher Volkswirt und Hochschullehrer an der Universität Siegen.

## Leben
Ostholthoff begann nach dem Abitur im April 1956 das Studium der Volkswirtschaftslehre an der Universität Münster, das er 1960 mit dem Diplom abschloss. Dort promovierte er auch zum Dr. rer. pol. bei Walther G. Hoffmann. Das Thema der Dissertation lautete: Funktionen der Versicherungswirtschaft im volkswirtschaftlichen Wachstumsprozeß.
Seine berufliche Laufbahn begann Ostholthoff 1964 als Leiter der Pressestelle der Industrie- und Handelskammer Dortmund sowie als Schriftleiter der Zeitschrift Ruhrwirtschaft. Im Juli 1966 kehrte er an die Universität zurück und trat als Baurat eine Stelle im Ingenieurschuldienst an der Staatlichen Ingenieurschule für Bauwesen in Siegen an. Dort lehrte er in den Fächern Staats- und Wirtschaftslehre, Geschäftskunde und Soziologie. Im Juni 1970 wurde er zum Oberbaurat befördert. Die Ingenieurschule ging 1972 in der Gesamthochschule Siegen auf, an der Ostholthoff im Dezember 1973 zum Professor für Volkswirtschaftslehre, insbesondere Wirtschaftspolitik, ernannt wurde. Ostholthoff beschäftigte sich wissenschaftlich unter anderem mit kommunaler Wirtschaftspolitik und der Stadtentwicklungsforschung. Seit dem Jahr 2000 war Ostholthoff im Ruhestand.
Karl-Heinz Ostholthoff war CDU-Mitglied und Vorsitzender des Siegener Ausschusses für Stadtentwicklung. Von 1975 bis 1984 war er stellvertretender Bürgermeister von Siegen. Im Jahr 1987 wurde ihm das Verdienstkreuz am Bande des Verdienstordens der Bundesrepublik Deutschland für seine Verdienste in der kommunalen Selbstverwaltung verliehen. Ostholthoff war seit 1969 Ehrenphilister des Siegener Wingolfs.

## Schriften
- Funktionen der Versicherungswirtschaft im volkswirtschaftlichen Wachstumsprozeß, Münster, Rechts- u. staatswiss. F., Diss. v. 23. Juli 1963.
- Kalkulatorische Kosten und Substanzerhaltung. Einige Fragen und der Versuch klärender, konsistenter Antworten bei regiebetrieblicher Aufgabenerfüllung der Abwasserbeseitigung in NRW unter betriebs- und finanzwirtschaftlichen Aspekten. Hrsg. vom Bund der Steuerzahler Nordrhein-Westfalen e.V., Düsseldorf 1993.